# Brigada Evreiască
Brigada Evreiască (în engleză:Jewish Brigade Group,  în ebraică:הבריגדה היהודית  - Habrigada hayehudit sau Hativa Yehudit Lohemet, pe scurt Hayil  חטיבה יהודית לוחמת  - חי"ל ) a fost o brigadă în componența Armatei britanice alcătuită din voluntari din rândurile populației evreiești (Ishuv) din Palestina mandatară ;i care a participat la efortul militar britanic în cel de-al Doilea Război Mondial. Guvernul Regatului Unit a decis să înființeze Brigada evreiască abia către sfârșitul războiului, în iulie 1944. Unul din inițiatorii unității a fost Moshe (Shertok) Sharet, șeful departamentului politic al Agenției Evreiești, instituția națională supremă de atunci a colectivității evreiești din Palestina. Întemeierea Brigăzii avea o deosebită semnificație din punct de vedere național. Era vorba de o primă unitate militară britanică în cel de al Doilea Război Mondial ai cărei membri, soldați și comandanți, erau evrei locuitori ai Palestinei, purtători ai culturii ebraice locale și ai simbolurilor sioniste, și cărora li s-a permis să ia parte în această calitate la războiul împotriva Germaniei naziste. Până atunci autoritățile britanice permiseră recrutarea de locuitori ai Palestinei în cadrul unor companii britanice, fără specificarea naționalității, și mai mult în scopul unor misiuni logistice. 
Brigada evreiască a luat parte la luptele pentru străpungerea ultimei linii defensive germane în nordul Italiei, Linia Genghis Han, ca parte din frontul italian al luptei Puterilor Aliate. În momentul ei culminant, brigada a numărat 5,000 militari, peste 13% din efectivul total al voluntarilor evrei din Palestina care au luptat în rândurile armatei britanice (care erau in număr de circa 38,000).
. Brigada evreiască s-a aflat pe front o perioadă scurtă, între 3 martie - 25 aprilie 1945, din care trei săptămâni în care a luat parte efectivă la lupte. 57 dintre membrii brigăzii au căzut în lupte.    
La sfârșitul ostilităților în Italia și după capitularea Germaniei naziste, membrii Brigăzii evreiești au continuat să îndeplinească misiuni din partea administrației militare aliate în vestul Europei. În acest context, ei au acordat un ajutor însemnat supraviețuitorilor evrei ai Holocaustului, contribuind la reabilitarea lor sufletească și la emigrarea multora dintre ei în Palestina.

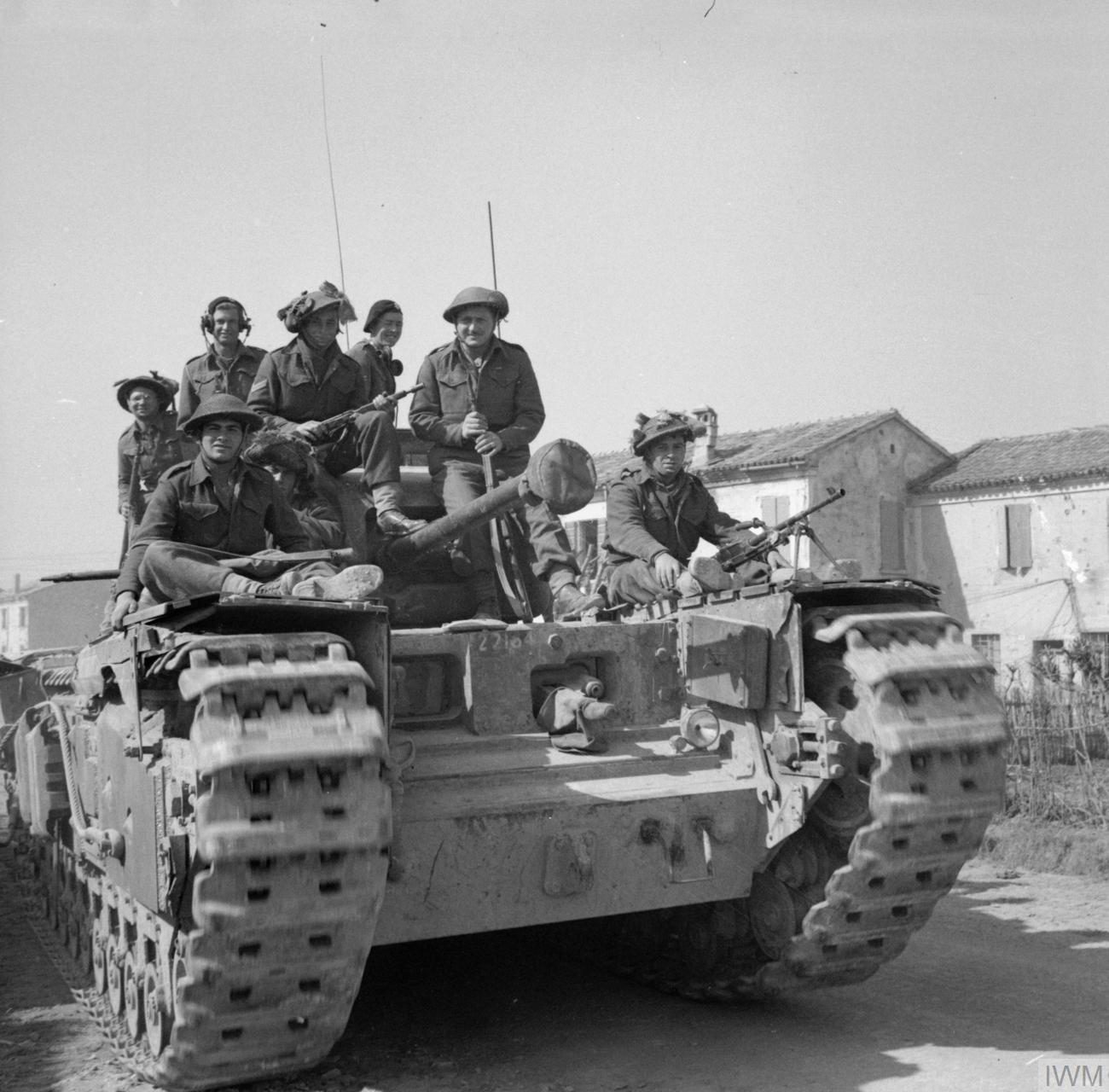
Soldați ai Brigăzii Evreiești din Palestina pe un tanc Churchill în sectorul Mezzano-Alfonsine pe frontul italian la 14 martie 1945

## Veterani ai Brigăzii Evreiești
- Yehoshua Bar Hillel
- Hans Jonas
- Haim Laskov
- Yossi Peled
- Meir Zorea